# Tomohiro Fukaya
Tomohiro Fukaya (Japans: 深谷知広; Anjo, 1 maart 1990) is een Japans baanwielrenner. Fukaya won op de Aziatische kampioenschappen baanwielrennen de 1km tijdrit in 2018 en met de Japanse ploeg de teamsprint in zowel januari 2019 als oktober 2019. Tijdens de Aziatische Spelen van 2018 won Fukaya zilver op de sprint en brons op de teamsprint.

## Palmares
| Jaar | JK                  | AK                                                               | WK                        | Overig                                                           |
| ---- | ------------------- | ---------------------------------------------------------------- | ------------------------- | ---------------------------------------------------------------- |
| 2009 |                     | 5e 1km tijdrit                                                   |                           |                                                                  |
| 2017 | keirin · teamsprint |                                                                  |                           |                                                                  |
| 2018 | sprint              | 1 km tijdrit · 6e sprint                                         | 21e 1km tijdrit           | Aziatische Spelen: · sprint · teamsprint                         |
| 2019 | sprint              | januari · teamsprint · 7e sprint · oktober · teamsprint · sprint | 10e teamsprint 16e sprint | WB Cambridge: · teamsprint · WB Brisbane: · ploegenachtervolging |
| 2020 |                     |                                                                  | 8e sprint 9e teamsprint   |                                                                  |
| 2021 |                     |                                                                  |                           |                                                                  |
| 2022 | 1km tijdrit         |                                                                  |                           |                                                                  |